# 붉은 무공훈장

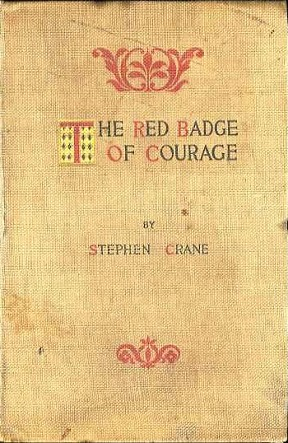

《붉은 무공훈장》(The Red Badge of Courage)은 스티븐 크레인의 1895년 중편 전쟁소설이다. 레프 톨스토이의 <전쟁과 평화> 및 미국 남북전쟁의 체험담을 바탕으로, 자신의 상상력으로 완성했다. 전쟁의 영웅적 기분을 동경하여 전쟁에 나갔던 헨리 플레밍의 공포감을 묘사하고, 이와 함께 전쟁의 어리석음을 풍자했다. 예리한 심리분석은 높이 평가되며, 특히 헤밍웨이에게 영향을 주었다.